# Mario Carrara
Mario Carrara (Guastalla, 2 novembre 1866 – Torino, 10 giugno 1937) è stato un medico e antifascista italiano.
Fu uno dei padri della medicina legale italiana, proseguendo gli studi di Cesare Lombroso, e passò alla storia come uno dei pochissimi docenti universitari italiani che rifiutarono il Giuramento di fedeltà al Fascismo.

## Gli studi e l'attività universitaria
Figlio di Lodovico Carrara e di Bianca Zanotti, studiò a Reggio nell'Emilia e poi a Bologna, dove nel 1889 conseguì la laurea in Medicina. Nel 1891 fu collaboratore di Cesare Lombroso nell'Istituto di antropologia criminale di Torino e dal 1898 al 1903 insegnò Medicina legale all'Università degli Studi di Cagliari, tornando a Torino per occupare la cattedra lasciata libera da Cesare Lombroso, di cui aveva sposato le idee positiviste e la figlia Paola.
In tale ruolo fu considerato uno dei massimi esperti italiani criminali, venendo chiamato a consulta in molti casi di grande rilievo, tra cui il caso Bruneri-Canella. Nel 1904 divenne direttore del Museo di antropologia criminale di Torino, che dal 1909, insieme a quello di Roma, divenne l'archivio criminale ufficiale d'Italia. Dal 1909 diresse la rivista «Archivio di antropologia criminale, psichiatria e medicina legale» e nel 1911 tradusse e ampliò il volume Diagnostica anatomo-patologica di Johann Orth. Il 27 aprile effettuò dinanzi ai suoi studenti l'autopsia sul cadavere straziato di Emilio Salgari.

## L'opposizione al fascismo
novembre 1931

Ill.mo Signor Rettore,
Ricevo dalla S. V. l'invito a prestare giuramento secondo il disposto dell'art. 18 del R. Decreto-Legge 1927 [sic, per: 1227] del 28 agosto 1931; ma debbo con rincrescimento informarLa delle ragioni che mi trattengono dallo aderirvi.

Se, come appare dal contesto dell'articolo citato, con la nuova formula mi si chiede di contrarre impegni di natura prettamente politica, debbo far osservare che questi sono al tutto estranei alla materia esclusivamente tecnica del mio insegnamento: almeno quale ho impartito ormai per lunghi anni e con risultati, che non sta a me valutare, ma di cui la mia coscienza è paga.

Tale era, del resto, il mio stretto dovere di sereno cultore di scienza e di insegnante, dovere che assunsi volonterosamente entrando nella Università dello Stato, e che sarò ben lieto di continuare ad assolvere ancora, se potrò farlo con animo sgombro da ogni preoccupazione e con quella libertà di indirizzo che è necessaria ad ogni attività del pensiero.
Con ogni considerazione

Suo Mario Carrara
Grazie alla sua attività di medico delle carceri torinesi, Carrara ebbe modo di conoscere durante gli anni 1920 molti oppositori del fascismo; quando suo cognato Guglielmo Ferrero fu costretto all'esilio, la sua famiglia divenne un punto di contatto tra gli antifascisti torinesi e quelli fuggiti all'estero, avvicinandosi agli ambienti torinesi di Giustizia e Libertà.
Nell'autunno del 1931, i docenti universitari furono obbligati a prestare un giuramento di fedeltà al fascismo; soltanto in 12 si rifiutarono, perdendo la cattedra e il lavoro. Mario Carrara fu uno di questi, e venne escluso da tutte le cariche pubbliche. Nella primavera del 1935 la sua casa fu perquisita nell'ambito dell'operazione che portò all'arresto di Vittorio Foa e Massimo Mila; nell'ottobre 1936 fu arrestato per attività contro il regime fascista, e solo la sua età avanzata lo salvò dal confino. Detenuto alle carceri Nuove di Torino, dove continuò a lavorare al suo Manuale di medicina legale, morì nel giugno successivo.
È sepolto nel Cimitero monumentale di Torino.

## Celebrazioni
A Mario Carrara è intitolato il più grande parco della città di Torino, comunemente noto come Parco della Pellerina.
Anche l'Istituto Professionale Statale di Guastalla è intitolato Mario Carrara.
La vicenda del rifiuto del giuramento di fedeltà al regime è oggetto dell'opera teatrale Il Giuramento, di Claudio Fava, messa in scena con la regia di Ninni Bruschetta e prodotta dal Teatro Stabile di Catania.

## Opere principali
- Mario Carrara, Manuale di Medicina legale, 3 voll., Unione tipografica editrice Torinese, Torino 1937.